# Leptotyphlops peruvianus
Leptotyphlops peruvianus este o specie de șerpi din genul Leptotyphlops, familia Leptotyphlopidae, descrisă de Orejas-miranda 1969. Conform Catalogue of Life specia Leptotyphlops peruvianus nu are subspecii cunoscute.